# Mina Wylie
Pour les articles homonymes, voir Wylie.
Wilhelmina Wylie, dite Mina Wylie née en 1891 à Sydney et morte le 6 juillet 1984, était une nageuse australienne spécialiste des épreuves en nage libre. Vice-championne olympique sur 100 m nage libre en 1912, elle est l'une des premières sportives australiennes à participer aux Jeux olympiques malgré les interdictions des fédérations australiennes envers les femmes.

## Biographie
C'est à Cogee (en Nouvelle-Galles du Sud) que Mina Wylie apprit à nager au sein d'une famille de nageurs (son père a notamment créé les Wylie's Baths). Alors que l'Association de natation de Nouvelle-Galles du Sud lui interdit de participer à des compétitions de natation, la pression du public agit pour la présence de nageuses australiennes lors des Jeux olympiques de 1912. Au cours de la compétition à Stockholm, elle est ainsi l'une des deux premières femmes avec Fanny Durack à représenter son pays depuis la réhabilitation des Jeux olympiques (elle porta les couleurs de l'équipe olympique d'Australasie). C'est d'ailleurs derrière sa compatriote que Wylie termine seconde de l'épreuve du 100 m nage libre. En 1919, elle débuta une tournée aux États-Unis en compagnie de Fanny Durack pour promouvoir la natation féminine.
En 1975, elle est introduite comme membre de l'International Swimming Hall of Fame.

## Palmarès

### Jeux olympiques
- Jeux olympiques de 1912 à Stockholm (Suède) :
  -  Médaille d'argent sur l'épreuve du 100 m nage libre (1 min 25 s 4 en finale).